# グウィテリヌス
グウィテリヌス（Guithelin）は年代記編纂者ジェフリー・オブ・モンマスの『ブリタニア列王史』に語られている、ブリトン人の伝説的王である。
彼はグルグウィント・バルブトルックの死後、王位に就いた。紀元前379年頃に統治したとされる。
彼は寛大に、そして謙虚に生涯に渡って統治を行った。彼の王妃は学芸に秀でた貴族出身の女性マルキアであった。グウィテリヌスの没後、妻マルキアは当時7歳であった息子シシリウスの摂政として政権を担った。

## 日本語文献
- ブリタニア列王史（訳：瀬谷幸男、南雲堂フェニックス）